# Chris Brown (Album)
Chris Brown ist das Debütalbum des gleichnamigen R&B-Sängers. Es erschien am 29. November 2005 in den USA beim Label Jive Records und platzierte sich auf Rang zwei der Billboard 200. In Deutschland erreichte das Album Platz 31. Es wurde insgesamt fünf Lieder ausgekoppelt: Run It!, Yo (Excuse Me Miss), Gimme That, Say Goodbye und Poppin’.

## Hintergrund
Brown wurde 2002, im Alter von 13, bei der Tankstelle seines Vaters von lokalen Musikproduzenten namens Hitmission Records entdeckt, die auf der Suche nach Talenten waren. Lamont Fleming, der Hitmission Records angehörte, organisierte Gesangsunterricht für Brown, zudem half das Team beim Erstellen von Demoaufnahmen und pflegte Kontakte in New York City, um einen Plattenvertrag zu erreichen. Über Tina Davis, der damals leitenden A&R von Def Jam Recordings, gelang Brown schließlich zu einem Vertrag.
Im Dezember 2004 unterschrieb Brown einen Plattenvertrag beim Plattenlabel Jive Records. Anschließend begann er im Februar 2005 mit den Aufnahmen zu seinem ersten Studioalbum. Damals war Brown gerade einmal 15 Jahre alt.

## Titelliste
| #   | Titel                                                | Songwriting | Produktion                                                 | Länge |
| --- | ---------------------------------------------------- | --- | ---------------------------------------------------------- | ----- |
| 1.  | Intro                                                | Chris Brown, Edmund Clement                                                                                           | Eddie Hustle                                               | 0:56  |
| 2.  | Run It! (feat. Juelz Santana)                        | Scott Storch, Sean Garrett                                                                                            | Scott Storch, Sean Garrett (Co-Produzent)                  | 3:49  |
| 3.  | Yo (Excuse Me Miss)                                  | Andre Harris, Vidal Davis, Johntá Austin                                                                              | Andre Harris, Vidal Davis                                  | 3:49  |
| 4.  | Young Love                                           | Harvey Mason Jr., Damon Thomas, Antonio Dixon, Keri Hilson, J. Que, Bobby Elli, Vinny Barrett                         | The Underdogs, Antonio Dixon                               | 3:38  |
| 5.  | Gimme That                                           | Scott Storch, Sean Garrett                                                                                            | Scott Storch, Sean Garrett (Co-Produzent)                  | 3:06  |
| 6.  | Ya Man Ain’t Me                                      | Harvey Mason Jr., Damon Thomas, Eric Dawkins, Antonio Dixon, Steve Russell, Tank                                      | The Underdogs, Antonio Dixon (Co-Produzent)                | 3:34  |
| 7.  | Winner                                               | Chris Brown, Bryan-Michael Cox, Kendrick Dean, Adonis Shropshire                                                      | Bryan-Michael Cox, Kendrick „WyldCard“ Dean (Co-Produzent) | 4:04  |
| 8.  | Ain’t No Way (You Won’t Love Me)                     | Sean Garrett, Warren Felder, Zhang Fuquan                                                                             | Sean Garrett, Oak (Co-Produzent)                           | 3:23  |
| 9.  | What’s My Name (feat. Noah)                          | Chris Brown, Andre Lyon, Marcello Valenzano, Noah Stephens IV                                                         | Cool & Dre                                                 | 3:52  |
| 10. | Is This Love?                                        | Harvey Mason Jr., Damon Thomas, Eric Dawkins, Antonio Dixon, Steve Russell                                            | The Underdogs                                              | 3:17  |
| 11. | Poppin’                                              | Andre Harris, Vidal Davis, Johntá Austin                                                                              | Andre Harris, Vidal Davis                                  | 4:25  |
| 12. | Just Fine                                            | Chris Brown, Michael Winans, Daniel Glass, Shannon Lawrence, Peter Zora, Lance Bennett                                | Shannon „Slam“ Lawrence, Mike Winans, Lance Bennett        | 3:52  |
| 13. | Say Goodbye                                          | Bryan-Michael Cox, Kendrick Dean, Adonis Shropshire                                                                   | Bryan-Michael Cox, Kendrick „WyldCard“ Dean                | 4:49  |
| 14. | Run It! (Remix) (featuring Bow Wow & Jermaine Dupri) | Scott Storch. Sean Garrett, Jermaine Dupri, Shad Moss                                                                 | Jermaine Dupri, LRoc (Co-Produzent)                        | 4:04  |
| 15. | Thank You                                            | Chris, LaMont „Hit.LA“ Fleming, Shea Taylor, Tina Davis                                                               | Shea Taylor                                                | 4:27  |
|     | Germany Bonus-Tracks                                 | |                                                            |       |
| 15. | So Glad                                              | Chris Brown, Carvin Haggins, Ivan Barias, Shaffer Smith, Dennis Lussier, Alphonso Mizell, Berry Gordy, Freddie Perren | Carvin „Ransum“ Haggins, Ivan „Orthodox“ Barias            | 2:57  |
| 16. | Thank You                                            | Chris, LaMont „Hit.LA“ Fleming, Shea Taylor, Tina Davis                                                               | Shea Taylor                                                | 4:27  |
|     | International-Version                                | |                                                            |       |
| 15. | So Glad (Bonus-Track)                                | Chris Brown, Carvin Haggins, Ivan Barias, Shaffer Smith, Dennis Lussier, Alphonso Mizell, Berry Gordy, Freddie Perren | Carvin „Ransum“ Haggins, Ivan „Orthodox“ Barias            | 2:57  |
| 16. | Seen the Light (feat. Rico Love) (Bonus-Track)       | Chris Brown, Charly Charles, Craig Stevens, Shonn Bennett, Rico Love, Kenneth Gamble, Leon Huff, Bunny Sigler         | Shuga Bear, Moox & Craig Groove                            | 4:09  |
| 17. | Thank You                                            | Chris, LaMont „Hit.LA“ Fleming, Shea Taylor, Tina Davis                                                               | Shea Taylor                                                | 4:27  |
| 18. | Gimme That (Remix) (feat. Lil Wayne)                 | Scott Storch, Sean Garrett                                                                                            | Scott Storch, Sean Garrett (Co-Produzent)                  | 3:56  |

Samples
- Run It! – „I Know What Boys Like“ von Christopher Butler
- Young Love – „Sideshow“ von Blue Magic
- Ain’t No Way (You Won’t Love Me) – „Song of the Dragon & Phoenix“ von Zhang Fuquan
- Run It! (Remix) – „Jam Master Jay“ von Run-D.M.C.
- So Glad – „It’s Great To Be Here“ von The Jackson Five

## Singles
Als erste Single wurde am 13. Juni 2005 das Lied Run It! veröffentlicht, bei dem auch Juelz Santana mitwirkte. Sie erreichte Platz eins der Hot 100 Airplay-Charts. Nach der Veröffentlichung stieg das Lied auch in den Billboard Hot 100 auf Rang eins, sodass Browns erste Veröffentlichung überhaupt gleich die Spitze der Charts in den USA erreichte, wo es sich fünf Wochen lang hielt. Der Sänger war damals 16 Jahre alt. In Deutschland platzierte sich der Song auf Platz fünf.
Am 16. November 2005 erschien die zweite Single, Yo (Excuse Me Miss). Sie stieg ebenfalls in die Top-10 der amerikanischen Charts ein, sie erreichte Platz sieben. In Deutschland platzierte sich das Lied lediglich auf Rang 56.
Als dritte Singleauskopplung wurde Gimme That ausgewählt, das Lied erschien am 11. April 2006. Allerdings veröffentlichte man eine Remix-Version des Titels, bei der Rapper Lil Wayne beteiligt war, und die sich nicht auf der amerikanischen Version des Albums befindet, sehr wohl jedoch auf der internationalen Titelliste. Das Lied platzierte sich in den USA auf Rang 15.
Am 8. August 2006 veröffentlichte man die vierte Single aus dem Album, Say Goodbye, welche sich auf Platz zehn in den USA platzierte. Das Lied war die erste Auskopplung des Albums, welche sich nicht in den deutschen Charts platzieren konnte.
Die fünfte und letzte Single, Poppin’, wurde am 21. November 2006 veröffentlicht und erreichte nur Rang 42. der Billboard Hot 100. Somit war es die in den USA erfolgloseste Single des Albums.

## Veröffentlichung und Promotion
Am 29. November 2005 erschien das Debütalbum des Sängers in Amerika, in Deutschland veröffentlichte man es im Februar 2006. Es existieren zwei verschiedene Titellisten des Albums, eine nationale (USA) und eine internationale. Die nationale Version umfasste 16 Lieder, die internationale 18 Songs. Die Titel So Glad, Seen the Light und der Remix von Gimme That nicht auf der Version der USA.
Promotet wurde das Album mithilfe Up Close and Personal Tour, der ersten Headliner-Tournee des Künstlers. Im Winter schloss Brown sich zudem als Opening Act der Scream V Encore Tour.
Im Juni 2006 wurde in den USA die erste DVD von Chris Brown veröffentlicht, welche den Namen Chris Brown’s Journey trug. Einen Monat später erschien sie auch in Deutschland. Die DVD, die unter anderem auch als DualDisc veröffentlicht worden ist, enthielt eine Dokumentation, die Musikvideos zu den Liedern Run It!, Yo (Excuse Me Miss) und Gimme That (Remix), die „Making-ofs“ dieser Videos, zwei Live-Auftritte und weitere Dinge. Zudem sind auch die Lieder „So Glad“ und „Yo (Excuse Me Miss) (DJ Dime Remix)“ auf der DVD/CD zu finden. Die DVD wurde im August 2006 mit einer Goldenen Schallplatte ausgezeichnet.

## Rezeption

### Kritiken
Das Album bekam durchschnittliche Kritiken. Allmusic schrieb, dass das Album eher für Personen unter 18 Jahren geeignet sei. Zudem war Autor Andy Kellman der Meinung, dass einige Fans „verlegen“ darüber sein werden, diese CD zu besitzen. Des Weiteren sagte er, dass Brown eine „erfrischende Ausstrahlung“ besäße, der weder „so familienfreundlich wie Will Smith, noch so komödiantisch vulgär wie Pretty Ricky ist.“

### Auszeichnungen und Nominierungen
2007 war das Album für einen Grammy in der Kategorie Best Contemporary R&B Album nominiert, wo es jedoch gegen B’Day von Beyoncé Knowles verlor.

## Kommerzieller Erfolg

### Chartplatzierungen
Mit 154.000 verkauften Tonträgern in der ersten Woche debütierte das Debütalbum von Chris Brown auf Rang zwei der Billboard 200.
| ChartsChartplatzierungen       | Höchstplatzierung | Wochen |
| ------------------------------ | ----------------- | ------ |
| Deutschland (GfK)              | 31 (5 Wo.)        | 5      |
| Österreich (Ö3)                | 66 (2 Wo.)        | 2      |
| Schweiz (IFPI)                 | 18 (7 Wo.)        | 7      |
| Vereinigte Staaten (Billboard) | 2 (69 Wo.)        | 69     |
| Vereinigtes Königreich (OCC)   | 49 (14 Wo.)       | 14     |

| ChartsJahrescharts (2006)      | Platzierung |
| ------------------------------ | ----------- |
| Vereinigte Staaten (Billboard) | 17          |

### Auszeichnungen für Musikverkäufe
| Land/Region                  | Auszeichnungen für Musikverkäufe (Land/Region, Auszeichnung, Verkäufe) | Verkäufe  |
| ---------------------------- | ---------------------------------------------------------------------- | --------- |
| Australien (ARIA)            | Platin                                                                 | 70.000    |
| Kanada (MC)                  | Gold                                                                   | 50.000    |
| Neuseeland (RMNZ)            | 2× Platin                                                              | 30.000    |
| Südafrika (RISA)             | Gold                                                                   | 25.000    |
| Vereinigte Staaten (RIAA)    | 3× Platin                                                              | 3.000.000 |
| Vereinigtes Königreich (BPI) | Gold                                                                   | 100.000   |
| Insgesamt                    | 3× Gold · 6× Platin ·                                                  | 3.275.000 |

Hauptartikel: Chris Brown (Sänger)/Auszeichnungen für Musikverkäufe